# 井上氏
井上氏，日本訓讀音為，是日本的一個氏族。占全日本姓氏排名第十六位。

## 起源
1. 源於清和源氏源頼季後裔。包括信濃井上氏、安芸井上氏、三河井上氏。
2. 源於美濃斎藤氏流長井氏族裔，為美濃井上氏。
3. 源於東漢氏系井上氏：阿知使主後裔中的東漢氏家族的一支。

## 歷史人物
- 井上馨，幕末以及明治時代时的活跃人物。

## 現代人物
- 井上雄彥，日本漫畫家，代表作品有灌籃高手。

## 外部
- 信濃井上氏（页面存档备份，存于）
- 安芸井上氏（页面存档备份，存于）
- 三河井上氏（页面存档备份，存于）